# Ivan Bortel
Ivan Bortel (15. září 1943 Horná Lehota – 18. května 1970 Huascarán) byl slovenský horolezec, člen reprezentačního družstva a účastník Československé expedice Peru 1970.

## Studium a lezení
Studoval na gymnáziu v Banské Bystrici a v Bratislavě. V letech 1960–1965 na Fakultě strojního inženýrství ČVUT v Praze. Lezl na pískovcových skalách Českého ráje a ve Vysokých Tatrách. Od roku 1966 lezl také v Alpách, kde navštěvoval oblast masivu Mont Blanc.

## Peru 1970
Ivan Bortel zahynul jako první, po nešťastném třicetimetrovém pádu z pěšiny, při túře pod horu Huandoy. Expedice měla za cíl výstup obtížnou jižní stěnou této hory, ale bez nejzkušenějšího horolezce se po jeho pohřbu rozhodla, že se pokusí o výstup na vrchol nejvyšší peruánské hory Huascarán. O několik dní později, 31. května kamenná lavina v základním táboře zasypala i dalších čtrnáct horolezců. Zemětřesení tehdy zasypalo celé údolí i přilehlé město.

## Výstupy

### Alpy
- Aig. du Grépon, V stěna
- Aig. de Bionassay, SZ stěna
- Aig. du Triolet, S stěna
- Mont Blanc, Majorova cesta stěnou Brenva
- Grandes Jorasses; S stěna, přes „Rubáš“, r. 1968: I. Bortel, O. Blecha, I. Dieška, V. Kanyár - 1. průstup až na vrchol, hodnoceno jako nejhodnotnější výstup roku v západních Alpách, profesor ENSA v Chamonix p. Contamine si vyžádal popis výstupu pro účely výuky
- Grand Capucin, Bonattiho c.
- Grandes Jorasses, S stěna, Walkerův pilíř
- Mont Blanc du Tacul, Bocalatteho pilíř s Maurovou variantou, asi první výstup za jeden den

### Turecko
- Kačkar - S pilíř, prvovýstup

## Památka
- Společná pamětní tabule obětem hor v Peru
- Cedulka na Symbolickém hřbitově horolezců na Hruboskalsku
- Památník u Bedřichova
- Hrob na hřbitově v Praze-Motole
- Cesta na památku 'Ivanova' na Blážinu stěnu v Srbsku